# Automóviles eléctricos en Europa

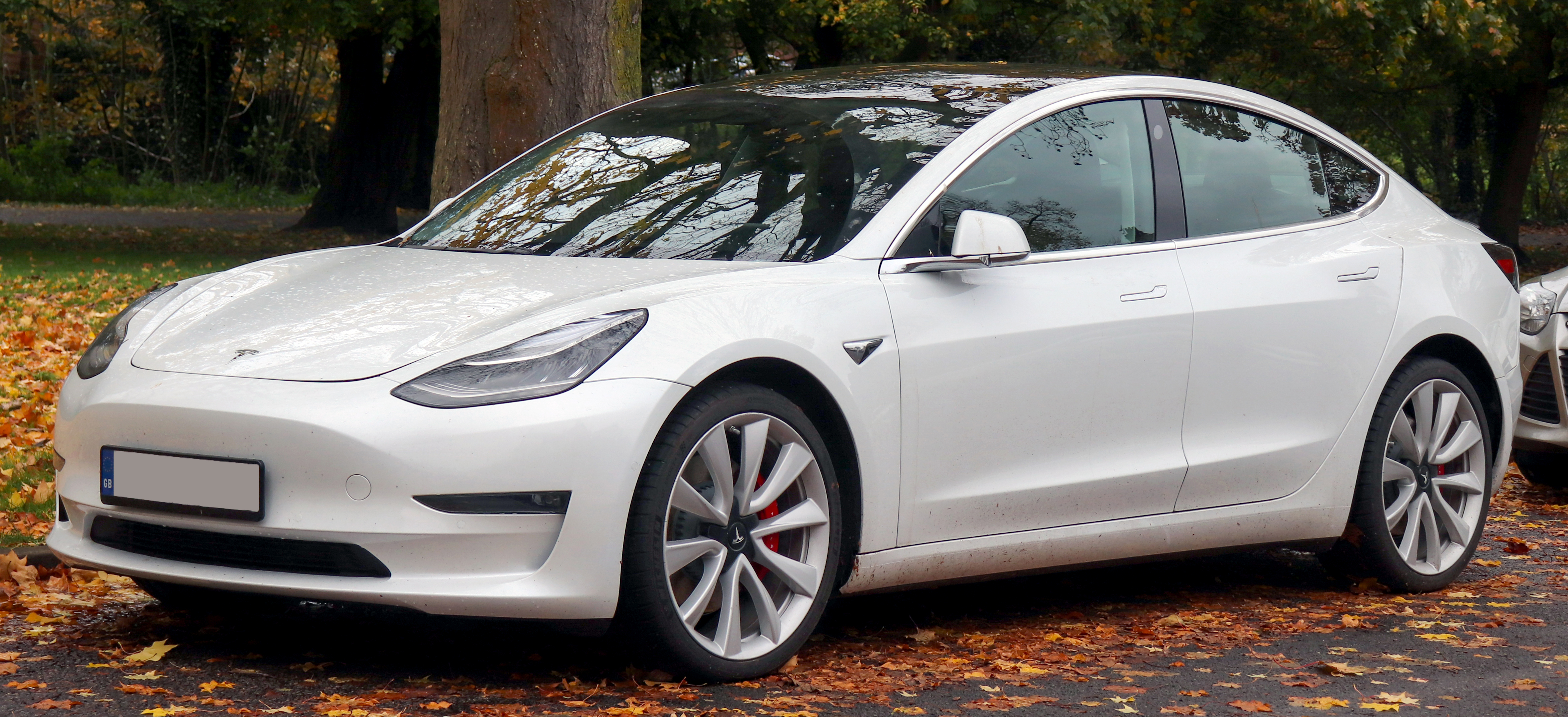
El Tesla Model 3 fue el automóvil eléctrico más vendido en Europa en 2019

El uso del automóvil eléctrico en Europa representa una industria creciente dentro del continente. Europa es el principal mercado para la venta de este tipo de vehículos. En 2015, nueve de los diez países con mayor cuota de mercado en número de ventas de automóviles eléctricos eran naciones europeas. Noruega era el país que más vehículos de este tipo adquiría, representando el 22% del mercado, seguido de Países Bajos con 9%.

## Ventas Globales

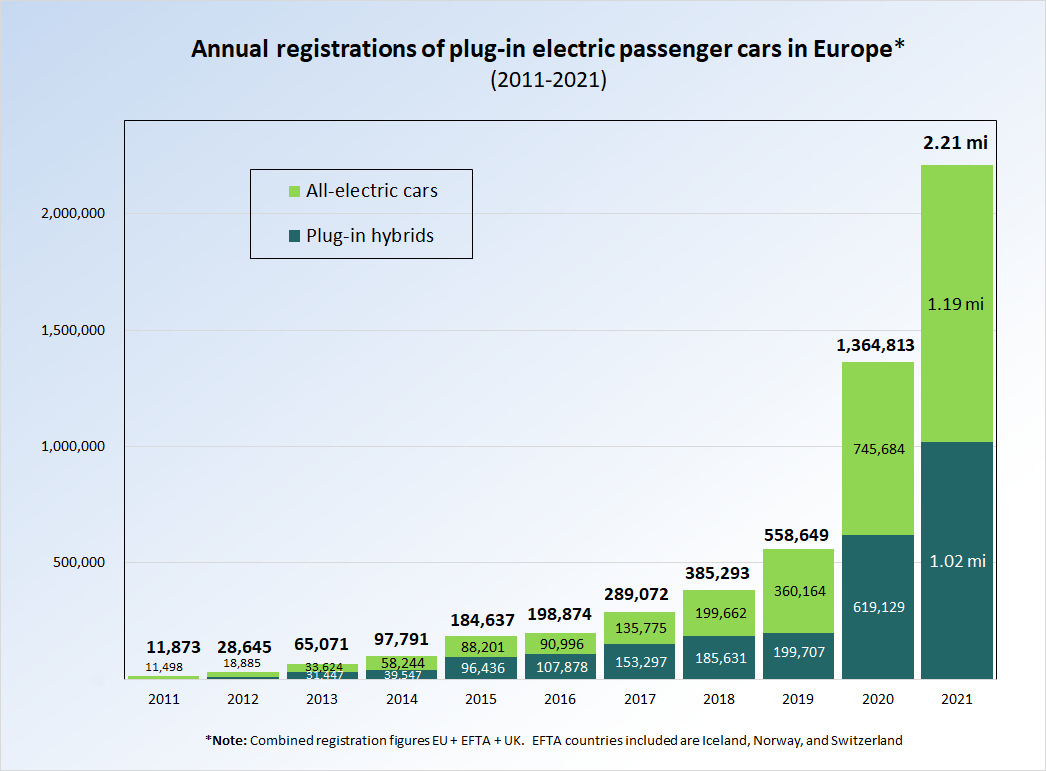

| Modelo                         | Europa 2022 |
| ------------------------------ | ----------- |
| Tesla Model Y                  | 137,052     |
| Tesla Model 3                  | 91,475      |
| Volkswagen ID.4                | 67,490      |
| Fiat 500                       | 66,198      |
| Volkswagen ID.3                | 53,015      |
| Skoda Enyaq                    | 49,566      |
| Dacia Spring                   | 48,535      |
| Peugeot e-208                  | 46,616      |
| Hyundai Kona Eléctrico         | 41,266      |
| Kia e-Niro                     | 38,522      |
| Hyundai Ioniq 5                | 37,312      |
| Renault ZOE                    | 35,706      |
| Mini eléctrico                 | 34,764      |
| Renault Mégane E-Tech Electric | 32,641      |
| Cupra Born                     | 32,405      |
| Polestar 2                     | 31,734      |

## Alemania
Hasta diciembre de 2017, un total of 129.246 carros eléctricos enchufables han sido registratos en Alemania desde 2010. La marca de 50,000 vehículos eléctricos fue superada al final de 2015. Alrededor del 73% de los cerca de 50.000 coches registrados en el país a finales de 2015, fueron registrados durante los últimos dos años, 13.049 unidades registradas en 2014 y 23.464 en 2015.

## Bélgica
Las ventas de coches eléctricos en el país aumentó de 97 unidades en 2009, a 116 en 2010, 425 en 2011, a 1.038 vehículos de propulsión eléctrica a principios de octubre de 2012. De estos últimos, solo 350 unidades fueron vendidas a clientes individuales. Los tres coches eléctricos enchufables más vendidos en 2012 hasta septiembre de 2012 son el Opel Ampera, con 155 unidades, el Peugeot iOn, con 95 y el Renault Fluence Z.e. con 86 unidades. El Nissan Leaf vendió 57 unidades durante la primera mitad de 2012 y el Chevrolet Volt 24 unidades durante el mismo periodo. Con un total de 900 autos eléctricos vendidos en 2012.
El gobierno belga estableció una deducción de impuestos sobre la renta personal del 30% del precio de compra incluyendo el IVA de un nuevo vehículo eléctrico, hasta € 9,510. Los híbridos enchufables no son elegibles. El incentivo de impuestos terminó el 31 de diciembre de 2012. También hay disponible una deducción fiscal de hasta el 40% para las inversiones en estaciones de carga externos de acceso público, hasta un máximo de 250 €. El Gobierno regional de Wallonia tiene un eco-bono de € 4,500 adicional para los vehículos matriculados antes del 31 de diciembre de 2011.

## Croacia
Un vehículo llamado XD armado por la compañía DOK-ING ubicada en Croacia. El nombre XD viene de las luces traseras de forma irregular " X " y "D " a partir de letra del nombre de la empresa. El XD puede viajar más de 250 km con una sola carga con baterías de litio-ion. El base de costo del coche era de solo 10.000 €. La producción en serie estaba prevista para comenzar a mediados de 2012. Había 440 eléctricos registrados en Croacia.
Hay 82 estaciones de carga disponibles en 32 ciudades y pueblos. Desde 2014, el gobierno croata subvenciona la compra de coches eléctricos con 70.000 HRK (9300 € ) para vehículos totalmente eléctricos, 50.000 HRK (6600€) para híbridos eléctricos, y 30.000 HRK (4000€) para los demás vehículos híbridos.

## Dinamarca
El país genera más de la tercera parte de su energía de forma eólica, pero se exporta a almacenamiento de energía hidroeléctrica en Noruega y en otros lugares, ya que actualmente no hay manera de que los servicios públicos puedan almacenar el exceso de energía en el interior de Dinamarca. Para 2015, existían cerca de 4.000 automóviles eléctricos en Dinamarca.
Better Place se asoció con la compañía energética líder en Dinamarca, Dong Energy, con 103 millones de euros (770 millones de coronas danesas) de inversión para introducir los coches eléctricos e infraestructura en Dinamarca.
Con el modelo de Better Place, Dong esperaba aprovechar las baterías de vehículos eléctricos y la red eléctrica existente para almacenar la gran cantidad de energía generada por el viento y distribuir adecuadamente el transporte para el consumo. El lanzamiento de la red comercial estaba prevista para finales de 2011.
La primera estación de carga de batería en Dinamarca, de 20 estaciones previstas para ser desplegadas en todo el país hasta marzo de 2012 como parte de la red de infraestructura de recarga, se dio a conocer en junio de 2011 en Gladsaxe, cerca de Copenhague. Las ventas del Renault Fluence Z.E. comenzaron a finales de 2011, este fue seleccionado como el auto de prueba para la red, entre abril de 2012 y 2013 se vendieron 234 unidades. Para diciembre de 2012 existían 17 estaciones para cambio de batería completamente en operación, permitiendo a los habitantes de Dinamarca conducir a través del país con un vehículo eléctrico. El 26 de mayo de 2013 y siguiendo la decisión de la Junta de Directores de la Compañía Global Better Place Dinamarca decidió declararse en bancarrota. Algunas de estas estaciones fueron convertidas en estaciones de hidrógeno para vehículos como el Toyota Mirai.
Un proyecto de demostración del taxi en Copenhague, incluyendo tres Fluence eléctricos y Nissan Leaf, comenzó en mayo de 2013 extendiéndose hasta el segundo trimestre de 2015. La petición fue apoyada con una subvención del gobierno con 12,5 millones de coronas.

## España

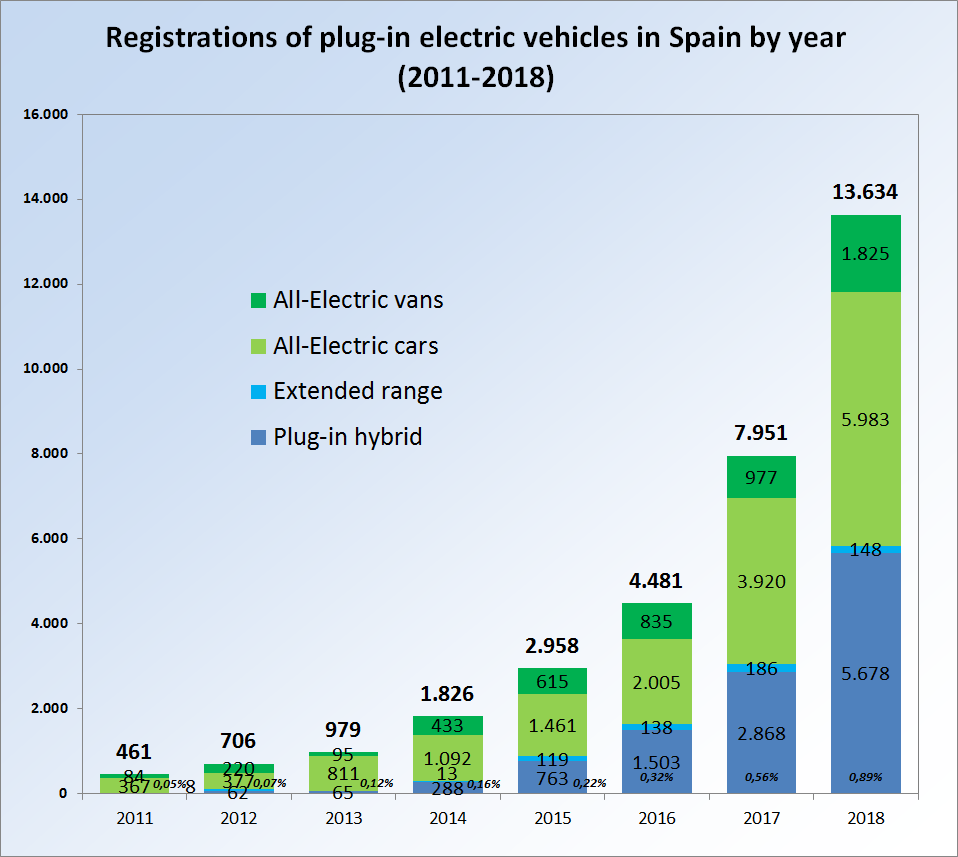

En mayo de 2011 el gobierno español aprobó un fondo de 80 millones de euros para el mismo año para promover los vehículos eléctricos. Los incentivos incluían subvenciones directas para la adquisición de nuevos coches eléctricos de hasta un 25% del precio de compra, antes de impuestos, hasta un máximo de 6.000 € por vehículo y el 25% del precio de compra bruto de otros vehículos eléctricos tales como autobuses y furgonetas, con un máximo de 15.000 € o 30.000 €, dependiendo de la variedad y tipo de vehículo. Varios incentivos de subvenciones de los gobiernos regionales para la compra de vehículos de combustibles alternos incluyendo los vehículos totalmente eléctricos y los híbridos: En Aragón, Asturias, Baleares, Madrid, Navarra, Castilla y León, Castilla-La Mancha, Murcia y Valencia, los vehículos eléctricos son elegibles para una compensación de 6.000 € de impuestos y los híbridos de 2.000 € .
Las ventas del Mitsubishi i-MiEV comenzaron en diciembre de 2010 . Un total de 233 coches eléctricos de la familia i - MiEV se han vendido durante el año 2011, lo que representa el 58% de todos los vehículos eléctricos vendidos en España ese año . El Nissan Leaf fue lanzado en Barcelona en septiembre de 2011, seguido por Madrid en octubre de 2011. Un total de 137 Leafs fueron vendidos para septiembre de 2012.
Un total de 401 coches eléctricos y vehículos utilitarios se vendieron en España durante el año 2011, liderados por el Peugeot iOn con 125 unidades, seguido de 85 Citroën C-Zeros y 59 Nissan Leaf. Durante el primer semestre de 2012 se vendieron un total de 209 coches eléctricos, lo que representa una cuota de mercado del 0,05 % de las ventas de automóviles nuevos.
Durante el año 2012 las ventas de automóviles eléctricos enchufables ascendieron a 484 unidades y 176 furgonetas de servicios eléctricos se vendieron, para un total de 660 vehículos électricos para uso en carretera matriculados en el año 2012. Además, 943 cuatriciclos Renault Twizy se vendieron en el país, por lo que el Twizy es el vehículo eléctrico con más ventas, seguido por el Renault Kangoo ZE con 176 unidades, y el Nissan Leaf con 154 unidades.
La penetración en el mercado de coches eléctricos subieron en 2014 al 0,16% del total de ventas de automóviles nuevos en el país, muy por encima del 0,05% en 2011.

## Estonia

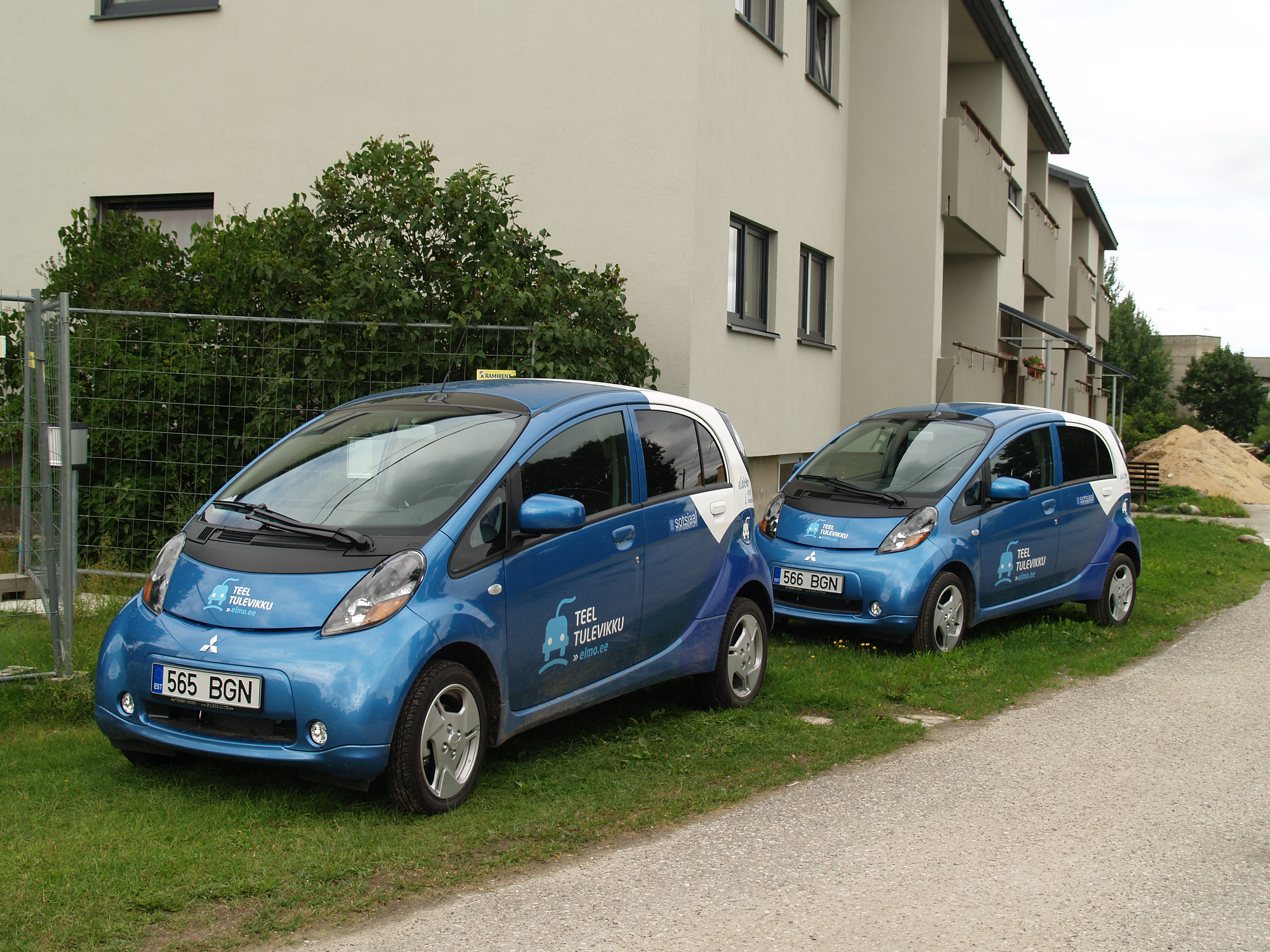
Dos Mitsubishi i-MiEVs en Estonia. La mayoría de los vehículos eléctricos en Estonia son i-MiEVs.

En febrero de 2015, un total de 1.188 vehículos eléctricos se registraron en Estonia.[cita requerida] En diciembre de 2013, hubo 757 coches totalmente eléctricos registrados en Estonia, frente a los 619 coches eléctricos registrados hasta el año 2012.
Con un total de 506 coches eléctricos durante el año 2012, Estonia ocupó el segundo lugar después de Noruega en términos de penetración de mercado de vehículos eléctricos sobre el total de vehículos, con un eléctrico por cada 1.000 vehículos matriculados.
Sin embargo, la cuota de mercado del segmento de los coches totalmente eléctricos se redujo de 2,39 % en 2012 al 0,69% en 2013, según registros se redujo a 138 unidades en 2013. El vehículo de mayor venta en 2013 fue el Nissan Leaf, con 95 unidades vendidas. En el año 2015, el número de coches eléctricos vendidos en Estonia fue de 34 unidades. La cifra es baja en comparación con otras economías avanzadas de la Unión Europea, y las ventas bajas se atribuyen a la falta de subsidios del gobierno después de que el plan de créditos de carbono se agota.
Estonia es el primer país que ha completado el despliegue de una red de recarga con cobertura nacional, con cargadores rápidos disponibles a lo largo de las carreteras a una distancia mínima de entre 40 km. Para diciembre de 2012, la red nacional consistió en 165 cargadores rápidos totalmente financiados por el gobierno de Estonia, con una separación media en las carreteras de 60 Kilómetros (60 000 m) con una densidad más alta en las zonas urbanas. Estos cargadores rápidos públicos son unidades duales, con un puerto CHAdeMO 50 kW y un enchufe de CA de 22 kW.
El 3 de marzo de 2011, el gobierno de Estonia confirmó la venta a Mitsubishi Corporation de 10 millones de bonos de dióxido a cambio de 507 coches i-MiEV. El acuerdo también incluye fondos para construir 250 estaciones de carga rápida en las grandes ciudades y carreteras principales para el año 2013, y los subsidios para los primeros 500 compradores privados de cualquier coche eléctrico aprobadas por la Unión Europea. Los primeros 50 i-MiEV se entregaron en octubre de 2011 y se le asignó esta flota oficial para su uso por los trabajadores sociales municipales. Durante la primera ronda de las asignaciones de los coches eléctricos, los municipios solamente solicitaron 336 de los 507 i-MiEV disponibles. Varias autoridades locales manifestaron preocupaciones sobre el rendimiento del coche eléctrico durante las duras condiciones invernales, los costes de mantenimiento y fiabilidad del i-MiEV en las carreteras de campo difíciles.

## Finlandia
Los vehículos eléctricos también están presentes en Finlandia en compañías como Valmet Automotive (Fisker Karma y Garia A/S productores de carritos de golf) así como Think City en la producción de autos, Fortum (autos concepto e infraestructura), Kabus (autobuses híbridos; Parte de Koiviston Auto Oy), BRP Finland (parte de Bombardier Recreational Products), Lynx (Vehículos nieve), Patria (vehículos militares), European Batteries (planta de baterías de litio Varkaus), Finnish Electric Vehicles (sistemas de control de batería), ABB, Efore, Vacon (producción de vehículos con tecnología eléctrica), Ensto (producción de unidades de carga), Elcat (producción de vehículos eléctricos desde 1980), Suomen Sähköauto Oy (producción de vehículos pequeños), Oy AMC Motors Ltd. (Produce y diseña pequeños autos), Raceabout (especialistas en autos eléctricos con muy pocas ventas), Gemoto skooters from Cabotec, Resonate's Gemini and Janus Scooters, Moto Bella Oy, Axcomotors, Randax, Visedo.
La investigación y desarrollo de nuevas tecnologías la lleva VTT Technical Research Centre of Finland y Tekes.
La infraestructura de carga básica ya está disponible en toda Finlandia, que se utiliza para el precalentamiento de motor en los inviernos fríos. Debido a su clima (inviernos fríos y veranos cálidos), Finlandia se considera un "laboratorio de pruebas" conveniente para los coches eléctricos y muchas empresas han realizado pruebas de campo en Finlandia. Se ha dicho en la revista Autobild 08/09 que Fortum está desarrollando el sistema de carga de alta velocidad. Con un nuevo tipo de método de carga trifásica los coches eléctricos pueden ser cargadas en cuatro minutos. Un producto comercial debería estar listo para el año 2011.
También hay minas y refinerías de metales de aleación de litio en Finlandia. Por el momento hay varios proyectos mineros en curso, tales como el proyecto Keliber.
Existe también una conversión no comercial llamada Electric Car-Now! que convierte los Corolla de Toyota estándar en coches eléctricos alimentados por baterías de ion-litio. En agosto de 2009, se han colocado más de 1.700 pedidos anticipados para los Toyota de conversión. La especialidad del proyecto Electric Car-Now! es que es un proyecto de código abierto: cualquier persona puede comenzar una producción similar en cualquier lugar que quieran, los beneficios para el cliente es un código abierto de repuestos, codificación y así sucesivamente. Las ideas y el diseño están disponibles libremente en Electric Car-Now!.

## Islandia
El grupo 2012 - Nuevo comienzo en Islandia tenía la intención de convertir todos los vehículos en el país a eléctricos para el año 2012, el primero en hacerlo.
Durante 2013 un total de 72 coches eléctricos fueron vendidos en Islandia, lo que representa una cuota del mercado de 0,94% de las ventas de vehículos nuevos durante el año. El Nissan Leaf lideró las ventas con 29 unidades vendidas en 2013, seguido por el Mitsubishi i -MiEV y el Prius PHEV con 13 registros cada uno, Tesla Model S con 8, Chevrolet Volt con 4, Citroën C -Zero con 3 y Opel Ampera con 2 unidades.

## Irlanda
En noviembre de 2008, el Departamento de Transporte anunció que el plan de transporte eléctrico requiere el 10% de todos los vehículos eléctricos para el año 2020. Los funcionarios del gobierno llegaron a acuerdos con el fabricante de automóviles francés Renault y su socio japonés Nissan para impulsar el uso de coches eléctricos. El exministro de Irlanda de las Comunicaciones, Energía y Recursos Naturales, Eamon Ryan, hizo hincapié en repetidas ocasiones sobre la importancia de los vehículos eléctricos dentro del contexto irlandés. La tarjeta de suministro de electricidad ha apoyado activamente a esta llamada y ve a los vehículos eléctricos como una parte clave de su estrategia en materia de energía eólica en la República de Irlanda. Energía Sostenible de Irlanda (SEI) está analizando actualmente una serie de proyectos piloto. Se espera más información sobre los incentivos para salir a la luz en el presupuesto irlandés de 2010.
El gobierno irlandés se ha comprometido a conseguir suficientes vehículos eléctricos de pasajeros en la carretera en 2020 para representar el 10% de todos los vehículos (una proyección de 230.000 vehículos eléctricos). Desde septiembre de 2014, los compradores de automóviles eléctricos son elegibles para un crédito con un valor de hasta 5.000€ (alrededor de US $ 6.500). El impuesto de matriculación de vehículos (VRT), también se eliminará a los coches eléctricos. Además, los propietarios de automóviles totalmente eléctricos pagan la tarifa más baja del impuesto de circulación anual, que se basa en las emisiones. Además, los primeros 2.000 coches eléctricos registrados en Irlanda son elegibles para la instalación de unos puntos de origen de carga con un valor de alrededor de € 1.000 (aproximadamente US $ 1 300). Las ventas de los vehículos totalmente eléctricos aumentaros cuatro veces para 2014, con 222 unidades vendidas de 51 vendidas en 2013. El número de vehículos eléctricos adquiridos para mediados de 2014 fue de 500.

## Italia

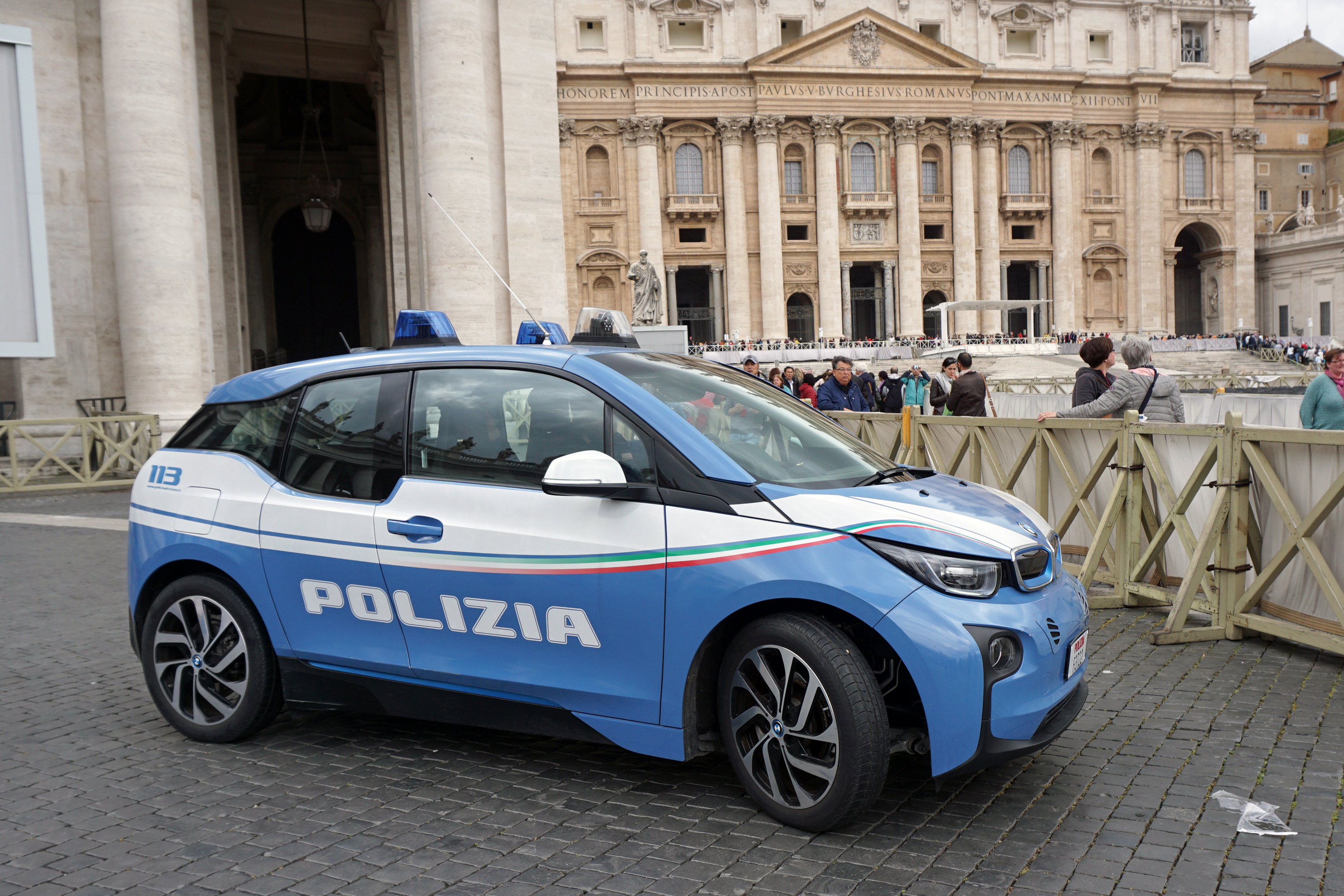
BMW i3 como auto de la policía en la Ciudad del Vaticano.

A pesar de ser un país del G-8, en 2015 las ventas de vehículos eléctricos en Italia todavía ascendía a un modesto 0,1% de las ventas totales de coches en el país. Esto se debe principalmente a la falta de compromiso por parte del gobierno (incentivos se han suspendido en 2014), una infraestructura de carga pública y recepción tímida por parte del público, que sigue considerando que los vehículos eléctricos son demasiado caros e inadecuados. Además, muchas casas italianas están siendo equipadas con contratos eléctricos que permiten solo el 3 kW de pico de consumo, por lo que la carga principal de los coches eléctricos no es adecuada.
Los cinco primeros vehículos eléctricos vendidos en 2015 fueron el Nissan Leaf (390 unidades vendidas), Renaul Zoe (326), Citroën C -Zero (164), Tesla Model S (134) y Smart Fortwo (115).

## Países Bajos
Un total de 121.542 automóviles y furgonetas eléctricas estaban registraron en los Países Bajos al 31 de diciembre de 2017, que consiste de 21.115 automóviles eléctricos puros, 98.217 de autonomía extendida e híbridos enchufables y 2.210 furgonetas utilitarias totalmente eléctricas. Cuando los autobuses, camiones, motos, cuatriciclos y vehículos de tres ruedas se toman en cuenta, la flota holandesa de propulsión eléctrica se eleva a 123.499 unidades. La cantidad de vehículos eléctricos del país llega a 165.886 unidades cuando se contabilizan los vehículos eléctricos propulsados a hidrógeno (FCV), motocicletas eléctricas, bicicletas eléctricas (37.652) y microcoches.

## Polonia

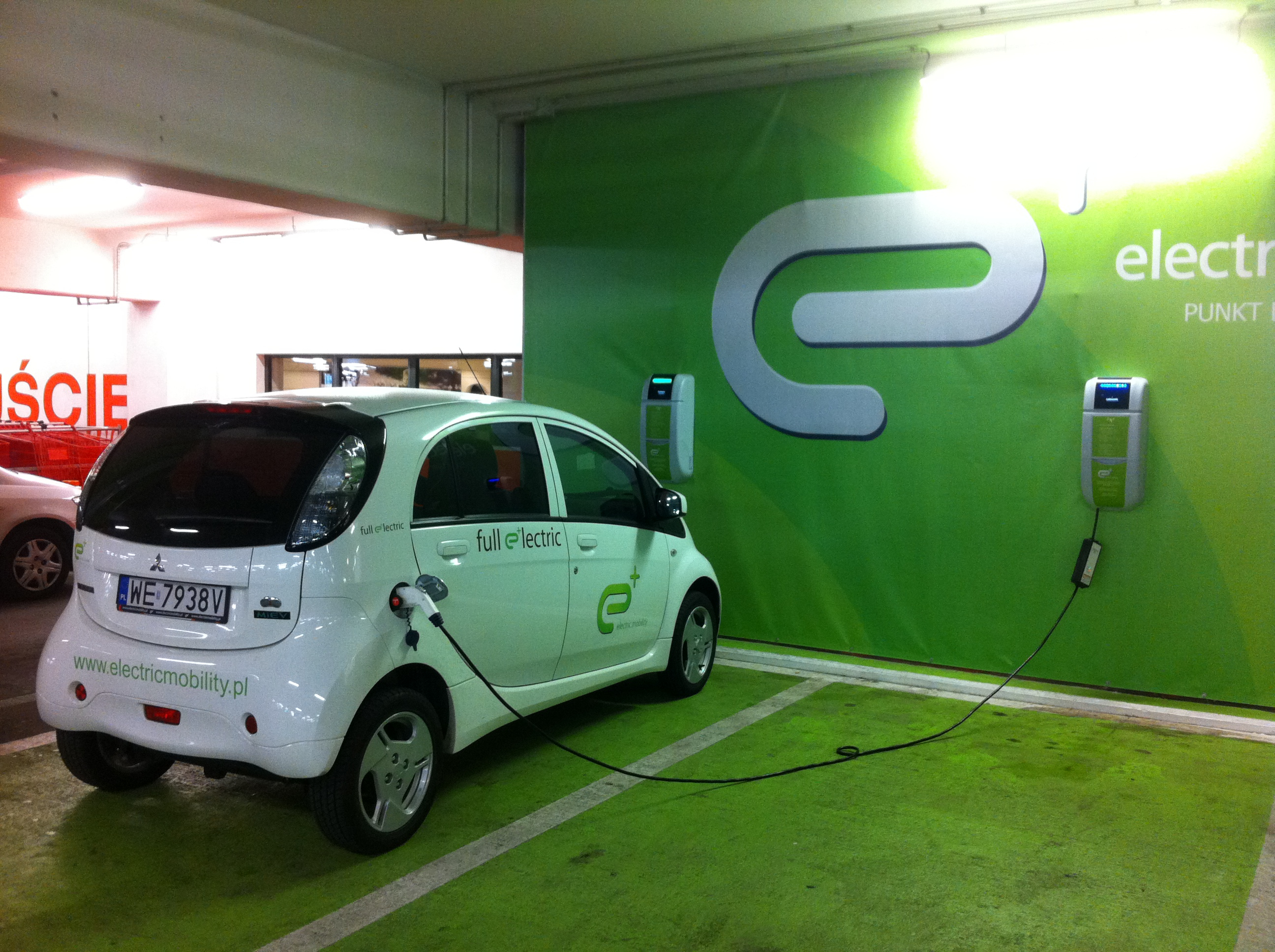
A Mitsubishi i-MiEV cargando en una estación de carga e+, el cual es un proveedor polaco de vehículos eléctricos y de infraestructura.

Polonia está desarrollando una infraestructura de estaciones de carga en Gdańsk, Katowice, Kraków, Mielec y Varsovia. Los fondos para el proyecto provienen de la Unión Europea.
La organización más grande de Polonia en el ámbito de los vehículos eléctricos es Klaster Green Stream. La empresa polaca 3XE - elektryczne samochody (3XE - coches eléctricos) ofrecen convertir coches pequeños de la ciudad, tales como el Smart ForTwo, Citroën C1, Fiat Panda, Peugeot 107, Audi A2 a vehículos eléctricos. Los coches convertidos tienen un alcance de buen kilometraje y el uso de baterías de litio-hierro fosfato (LiFePO4) y motores eléctricos DC sin escobillas, la conversión puede costar menos de 12.000 €.

## Portugal

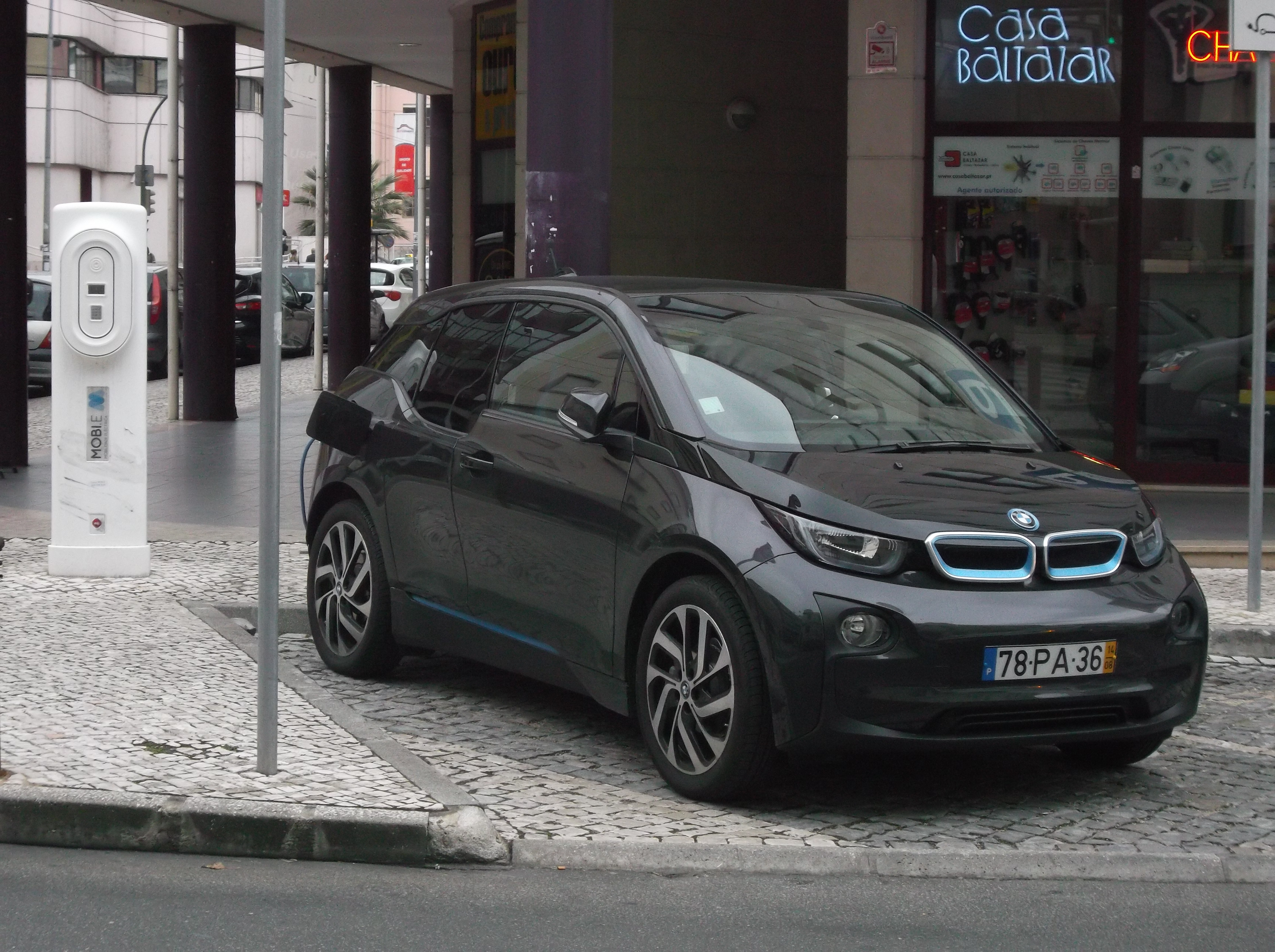
BMW i3 cargando en Coímbra, Portugal

Portugal alcanzó acuerdos con el fabricante de automóviles francés Renault y se asoció con el japonés Nissan para impulsar el uso de coches eléctricos mediante la creación de una red de recarga nacional. El objetivo era convertir a Portugal en uno de los primeros países en ofrecer a los conductores de todo el país las estaciones de carga. Para mayo de 2010, solo hay una docena de estaciones de carga en el país, pero el gobierno espera desplegar 320 antes de finales de 2010 y 1300 a finales de 2011. El gobierno estableció una subvención de 5.000 € para los primeros 5.000 nuevos coches eléctricos vendidos en el país. Además, había un incentivo de € 1,500 si el consumidor se cambiaba a un coche usado al menos de 10 años de edad como parte de la cuota inicial para coches eléctricos nuevos. Los coches eléctricos también estaban exentos del impuesto de matriculación. Estos incentivos se interrumpieron a finales de 2011 debido a la crisis financiera del país.
El 22 de diciembre de 2010, Nissan entregó en Lisboa los primeros nueve Leaf a sus clientes comerciales del consorcio MOBI.E, y otra unidad para el gobierno portugués como un préstamo a efectos de prueba. Las entregas para los clientes individuales comenzaron a principios de 2011. Desde el año 2010 un total de 283 coches eléctricos y furgonetas de servicios públicos se han vendido en el país a través de octubre de 2012, con el Leaf de Nissan como los mejores de venta de vehículos eléctricos con 121 unidades. Las ventas disminuyeron significativamente durante el año 2012, con solo 44 unidades vendidas entre enero y julio debido a la finalización de los incentivos fiscales.

## Suiza
Hay un descuento del 80 % en los impuestos anuales durante los primeros 3 años a los vehículos con una etiqueta de eficiencia. Las entregas del Mitsubishi i MiEV comenzaron en 2011, un total de 430 unidades se han registrado en Suiza hasta septiembre de 2012, incluyendo 219 i 110 MiEVs, C - ceros, y 101 iones . El Nissan Leaf fue lanzado en noviembre de 2011, un total de 86 Leaf se vendieron hasta septiembre de 2012.
El gobierno suizo no tiene ningún subsidios o incentivos para la compra de vehículos eléctricos .

## Ucrania
A partir del 1 de enero de 2016, un total de 568 de vehículos eléctricos se registraron en Ucrania.